# Scarabaeus convexus
Scarabaeus convexus là một loài bọ cánh cứng trong họ Bọ hung (Scarabaeidae).